# Asociación Nacional de Mujeres Periodistas de Chile
La Asociación Nacional de Mujeres Periodistas de Chile es una organización de periodistas y escritoras chilenas fundada en 1962.

## Historia
Desde 1963 entregan el premio Lenka Franulic, que lleva el nombre de Lenka Franulic, la primera mujer periodista chilena. Esta fue una de las primeras decisiones de su Consejo Directivo para rendir homenaje a la primera mujer en recibir el Premio Nacional de Periodismo que falleció en 1961. La primera periodista en obtener este reconocimiento a la trayectoria periodística fue Raquel Correa Prats en 1963. 
Su actual presidenta es Patricia Alrringo.
Desde 2016 también entregan el premio Raquel Correa, cuya primera receptora fue la periodista de radio y televisión Beatriz Sánchez. 
En mayo de 1969 se constituyó la Asociación Mundial de Mujeres Periodistas y Escritoras (AMMPE) por acuerdo de la Primera Reunión Mundial celebrada en la Ciudad de México, donde participaron representantes de 36 países, incluido Chile. A partir de esa fecha, la Asociación Nacional de Mujeres Periodistas ha participado y colaborado activamente en los periódicos Congresos Internacionales de AMMPE, los cuales se realizan cada dos años en diferentes lugares del mundo. Hasta la fecha se han realizado 21 encuentros bianuales y en 2016 Chile fue sede del XXII Congreso Mundial de la Asociación.